# 苦味チンキ
苦味チンキ（くみちんき）は、トウヒ（橙皮）・センブリ・サンショウ（山椒）の3種の生薬からつくられるチンキ剤。

## 概要
黄褐色の液で、特異な香りがあり、味は苦い。苦味健胃薬として用いられる。1日最大分量は2ml。保存方法は気密容器に入れて保存する。